# Ухово (Гомельская область)
У́хово (бел. Ухова) — упразднённая деревня в Светиловичском сельсовете Ветковского района Гомельской области Белоруссии.

## География

### Расположение
В 28 км на северо-запад от Ветки, 33 км от Гомеля.

### Гидрография
На западе — пойма реки Сож (приток реки Днепр). На юге мелиоративный канал.

## Транспортная сеть
Транспортные связи по просёлочной, затем автомобильной дороге Чечерск — Ветка. Планировка состоит из криволинейной улицы почти широтной ориентации, которая на западе раздваивается. Застройка двусторонняя, деревянная, усадебного типа.

## История
Выявленные археологами 2 поселения эпохи неолита (1 км на юг от деревни, в урочище Бильдюга, на левом берегу реки и 0,5 км на юго-запад от деревни, в урочище Цыганский Бугор) свидетельствуют о заселении этих мест с давних времён. В 1693 году упоминается как имение Ухов в Речицком повете ВКЛ.
После 1-го раздела Речи Посполитой в 1772 году в составе Российской империи. В конце XVIII века во владении шляхтичей Устиновичей. Действовала пристань на реке Сож. В 1850 году помещик владел 1400 десятинами земли. Согласно переписи 1897 года в Речковской волости Гомельского уезда Могилёвской губернии; располагался хлебозапасный магазин.
В 1926 году работали почтовый пункт, школа. С 8 декабря 1926 года по 16 июля 1954 года центр Уховского сельсовета Светиловичского, с 4 августа 1927 года Ветковского, с 12 февраля 1935 года Светиловичского районов Гомельского округа (до 26 июля 1930 года), с 20 февраля 1938 года Гомельской области. В 1929 году созданы колхозы «Искра» и «Путь к социализму», работали ветряная мельница (с 1927 года) и 2 кузницы. Во время Великой Отечественной войны оккупанты расстреляли 12 жителей, погибли на фронтах 93 жителя. В 1959 году входила в состав совхоза «Речки» (центр — деревня Речки). Действовали 8-летняя школа, фельдшерско-акушерский пункт, магазин.
В результате катастрофы на Чернобыльской АЭС деревня подверглась радиационному загрязнению. В 1992 году все жители (110 семей) были переселены в чистые места.
Официально упразднена в 2011 году.

## Население
- 1897 год — в деревне 51 двор; в околице — 38 дворов, 289 жителей; в фольварке — 2 двора, 7 жителей (согласно переписи).
- 1926 год — 85 дворов, 477 жителей.
- 1940 год — 127 дворов, 557 жителей.
- 1959 год — 504 жителя (согласно переписи).
- 1992 год — жители (110 семей) переселены.
- 2010 год — жителей нет.